# Сборная Румынии по футболу (до 19 лет)
Юношеская сборная Румынии по футболу (U-19) — национальная футбольная сборная Румынии, состоящая из игроков до 19 лет. Руководство командой осуществляет Румынская футбольная федерация. До смены формата юношеских чемпионатов Европы в 2001 году работала как сборная до 18 лет.
Главным турниром для команды является Юношеский чемпионат Европы по футболу (U-19), успешное выступление на котором позволяет получить путевку на Молодежный чемпионат мира, в котором команда участвует уже в формате сборной U-20. Также может участвовать в товарищеских и региональных соревнованиях. Румынская команда впервые смогла выйти в финальную часть Молодёжного чемпионата Европы в 2022 году

## Состав
| Имя                | Дата рождения             | Клуб                    | Игр (голов) |
| Вратари            | Вратари                   | Вратари                 | Вратари     |
| ------------------ | ------------------------- | ----------------------- | ----------- |
| Александру Борбей  | 23 июня 2003 (21 год)     | Лечче                   |             |
| Александр Митрович | 20 июня 2003 (21 год)     | Дженоа                  |             |
| Защитники          |                           |                         |             |
| Александру Пантеа  | 11 сентября 2003 (21 год) | Германштадт             |             |
| Ботонд Гергели     | 11 января 2003 (22 года)  | Меркуря Чук             |             |
| Кристиан Игнат     | 29 января 2003 (22 года)  | Рапид Бухарест          |             |
| Дэн Сырбу          | 22 апреля 2003 (21 год)   | Фарул (футбольный клуб) |             |
| Андрей Кубиш       | 29 сентября 2003 (21 год) | Милан                   |             |
| Серджиу Пырвулеску | 21 июля 2003 (21 год)     | Петролул Плоешти        |             |
| Костин Амзар       | 11 июля 2003 (21 год)     | Динамо Бухарест         |             |
| Богдан Лазар       | 26 июня 2003 (21 год)     | Фарул (футбольный клуб) |             |
| Полузащитники      |                           |                         |             |
| Алекс Трифан       | 26 января 2003 (22 года)  | ФКСБ                    |             |
| Андрей Панделе     | 9 июля 2003 (21 год)      | Металлоглобус Бухарест  |             |
| Клаудиу Негоеску   | 23 марта 2003 (21 год)    | Металлоглобус Бухарест  |             |
| Штефан Бодиштяну   | 1 февраля 2003 (22 года)  | Фарул (футбольный клуб) |             |
| Дору Андрей        | 3 февраля 2003 (22 года)  | Политехника Тимишоара   |             |
| Алекс Милитару     | 24 марта 2003 (21 год)    | Униря Деж               |             |
| Рэзван Танасэ      | 28 апреля 2003 (21 год)   | Фарул (футбольный клуб) |             |
| Альберт Хофман     | 27 мая 2002 (22 года)     | Университет Клуж        |             |
| Нападающие         |                           |                         |             |
| Андреас Кирицойу   | 26 октября 2003 (21 год)  | Униря Констанца         |             |
| Кэтэлин Бернете    | 31 января 2004 (21 год)   | Лечче                   |             |

Состав на 9 июня 2022 года